# Port lotniczy Puerto Vallarta
Port lotniczy Puerto Vallarta – międzynarodowy port lotniczy położony w Puerto Vallarta, w stanie Jalisco, w Meksyku. Położony na wybrzeżu Pacyfiku. W 2008 obsłużył 3 280 700 pasażerów, a w 2009 – 2 645 300 pasażerów. Nazwa lotniska pochodzi od prezydenta Gustavo Díaz Ordaz.

## Linie lotnicze i połączenia
- Aéreo Calafia (Cabo San Lucas, Culiacán, Mazatlán)
- Aeroméxico (Meksyk, Nowy Jork-JFK)
- Aeroméxico Connect (Guadalajara, Meksyk, Monterrey)
- Air Canada (Calgary, Montréal-Trudeau, Toronto-Pearson, Vancouver)
- Air Transat (Calgary, Edmonton, Montréal-Trudeau, Ottawa, Toronto-Pearson, Vancouver)
- Alaska Airlines (Los Angeles, Portland (OR), San Francisco, Seattle/Tacoma)
- American Airlines (Chicago-O'Hare [seasonal], Dallas/Fort Worth)
- CanJet Airlines (Abbotsford, Calgary, Comox, Edmonton, Kelowna, Montreal-Trudeau, Regina, Toronto-Pearson, Vancouver, Victoria)
- Continental Airlines (Houston-Intercontinental, Newark)
- Continental Express obsługiwane przez ExpressJet Airlines (Houston-Intercontinental)
- Delta Air Lines (Atlanta, Detroit [sezonowo], Los Angeles [seasonal], Minneapolis/St. Paul [sezonowo], Nowy Jork-JFK, Salt Lake City)
- Delta Connection obsługiwane przez SkyWest Airlines (Salt Lake City)
- Enerjet (Vancouver, Toronto-Pearson, Winnipeg)
- Frontier Airlines (Denver, Kansas City [sezonowo])
- Interjet (Meksyk, Toluca)
- Magni (Meksyk, Monterrey, San José del Cabo)
- Mexicana (Chicago-O'Hare, Los Angeles, San Francisco)
- MexicanaClick (Meksyk)
- MexicanaLink (Guadalajara)
- Sun Country Airlines (Minneapolis/St. Paul) [sezonowo]
- Sunwing Airlines (Calgary, Edmonton, Montréal-Trudeau, Toronto-Pearson, Vancouver)
- United Airlines (Chicago-O'Hare, Denver, Los Angeles, San Francisco)
- US Airways (Charlotte [od 5 czerwca], Phoenix)
- US Airways Express obsługiwane przez Mesa Airlines (Phoenix)
- USA3000 Airlines (Chicago-O'Hare, St. Louis)
- Viva Aerobus (Guadalajara, Monterrey)
- Volaris (Guadalajara [od 15 listopada 2018][2], Tijuana)
- WestJet (Abbotsford [sezonowo], Calgary, Comox [sezonowo], Edmonton, Kelowna [sezonowo], Prince George [sezonowo], Regina [sezonowo], Saskatoon [sezonowo], Toronto [sezonowo; od 7 maja], Vancouver, Victoria [sezonowo], Winnipeg [sezonowo])

### Czartery
- Aeroméxico Travel (Meksyk)
- AirTran Airways (Milwaukee) [sezonowo]